# إد أنكر
إد أنكر هو إذاعي وسياسي هولندي، ولد في 30 يونيو 1978 في بيفيرفايك في هولندا. نشط حزبياً في الاتحاد المسيحي. وقد انتخب municipal executive of Almere ‏ (26 أبريل 2012 – 13 مايو 2014) وانتخب عضو مجلس نواب هولندا ‏ (1 مارس 2007 – 17 يونيو 2010).